# Velosnes
Velosnes település Franciaországban, Meuse megyében. Lakosainak száma 139 fő (2022. január 1.). Velosnes Rouvroy, Charency-Vezin, Épiez-sur-Chiers, Othe, Villers-le-Rond, Bazeilles-sur-Othain, Écouviez, Flassigny, Verneuil-Grand és Villécloye községekkel határos.

## Népesség
A település népessége az elmúlt években az alábbi módon változott:
| Lakosok száma | 196  | 160  | 131  | 130  | 169  | 173  | 165  | 151  | 148  | 139  |
|               | 1968 | 1982 | 1990 | 2006 | 2013 | 2015 | 2017 | 2019 | 2020 | 2022 |